# Pierre Morison
Pour les articles homonymes, voir Morison.
Pierre Morison, né le 8 septembre 1927 à Retournac (Haute-Loire) et mort le 14 août 2009 à La Tronche (Isère), est un homme politique français.

## Détail des fonctions et des mandats
Mandats parlementaires
- 12 mars 1967 - 30 mai 1968 : Député de la 8e circonscription du Rhône
- 30 juin 1968 - 1er avril 1973 : Député de la 8e circonscription du Rhône